# Communauté de communes d'Altkirch
La communauté de communes d'Altkirch est une ancienne communauté de communes française, située dans le département du Haut-Rhin et la région Grand Est.

## Composition
Elle était composée des communes suivantes :
| Nom              | Code Insee | Gentilé        | Superficie (km2) | Population (dernière pop. légale) | Densité (hab./km2) |
| ---------------- | ---------- | -------------- | ---------------- | --------------------------------- | ------------------ |
| Altkirch (siège) | 68004      | Altkirchois    | 9,54             | 5 738 (2014)                      | 601                |
| Aspach           | 68010      | Aspachois      | 4,20             | 1 143 (2014)                      | 272                |
| Carspach         | 68062      | Carspachois    | 17,17            | 2 044 (2014)                      | 119                |
| Heimersdorf      | 68128      | Heimersdorfois | 7,59             | 651 (2014)                        | 86                 |
| Hirsingue        | 68138      | Hirsinguois    | 12,88            | 2 170 (2014)                      | 168                |
| Hirtzbach        | 68139      | Hirtzbachois   | 13,91            | 1 403 (2014)                      | 101                |

## Historique
La structure intercommunale a son origine dans la transformation du district d'Altkirch, créé le 13 juillet 1973, en communauté de communes le 15 novembre 2001.
Elle fusionne avec quatre autres communautés de communes pour former la communauté de communes Sundgau au 1er janvier 2017.

### Sources
- Le Splaf
- Communauté de communes d'Altkirch sur la base Aspic